# Saratov Airlines
Saratov Airlines (russisch Саратовские авиалинии, bis mindestens 2013 Sarawia, Саравиа), ab 2018 Markenname Ivolga Airlines, war eine russische Fluggesellschaft mit Sitz in Saratow und Basis auf dem Flughafen Saratow.

## Geschichte
Nach dem Zerfall der Sowjetunion wurde die staatliche Fluggesellschaft Aeroflot reorganisiert und ihre regionalen Abteilungen als eigenständige Unternehmen ausgelagert. Von den Umstrukturierungen war auch die im Jahr 1931 in Saratow eingerichtete Aeroflot-Division betroffen, aus der im Jahr 1993 die Fluggesellschaft Sarawia – Saratowskie Awialinii hervorging. Das Unternehmen, das sich anfangs zu 51 Prozent in Staatsbesitz befand, setzte zunächst von Aeroflot gemietete Antonow An-24 und Jakowlew Jak-42 in deren Farbgebung ein und führte dabei auch Sub-Charter für andere Fluggesellschaften durch.
Ab dem 26. Oktober 2015 untersagte die russische Aufsichtsbehörde Rosawiazija Saratov Airlines internationale Flüge wegen unerlaubter Anwesenheit Dritter im Cockpit.
Ab April 2018 flog die Gesellschaft unter dem Markennamen Ivolga Airlines, der Name des Unternehmens blieb aber unverändert. Der russische Begriff иволга (iwolga) steht für die Vogelart Pirol.
Am 30. Mai 2018 wurde der Fluggesellschaft ein Flugverbot erteilt.
Der Besitzer suchte nach einem Weg, unter dem gleichen Namen eine Nachfolgegesellschaft einzurichten, ohne die 1.200 Beschäftigten entlassen zu müssen.

## Flugziele
Saratov Airlines flog vom Heimatflughafen Saratow nach Sankt Petersburg, Moskau-Domodedowo, Krasnojarsk, Surgut, Sotschi, Anapa und Mineralnyje Wody sowie auch von Simferopol zu verschiedenen russischen Zielen. Daneben flog sie auch von Domodedowo nach Omsk, Kirow sowie Orsk und bediente weitere Verbindungen von Pensa, Kaluga, Orenburg, Ufa und Gelendschik.
Früher wurden auch Verbindungen nach Hannover und Frankfurt angeboten. Bis zur Sanktionierung flog Saratov Airlines international nach Tivat (Montenegro), Kiew (Ukraine), Qəbələ und Lənkəran in Aserbaidschan sowie Gjumri (Armenien).

## Flotte
Im Februar 2018 bestand die Flotte der Saratov Airlines aus 13 aktiven Flugzeugen:
- 1 Jakowlew Jak-42
- 5 Jakowlew Jak-42D
- 2 Embraer 195
- 5 Antonow An-148-100W (2015–2017 wurden von Rossija stillgelegte 6 An-148 übernommen[13] - RA-61701, RA-61702, RA-61703, RA-61704, RA-61705, RA-61706), bis Dez 2018 wurden 3 An-148 an Ilyushin Finance Co. für eine andere, noch unbekannte, Fluggesellschaft zurückgegeben[14]

## Zwischenfälle

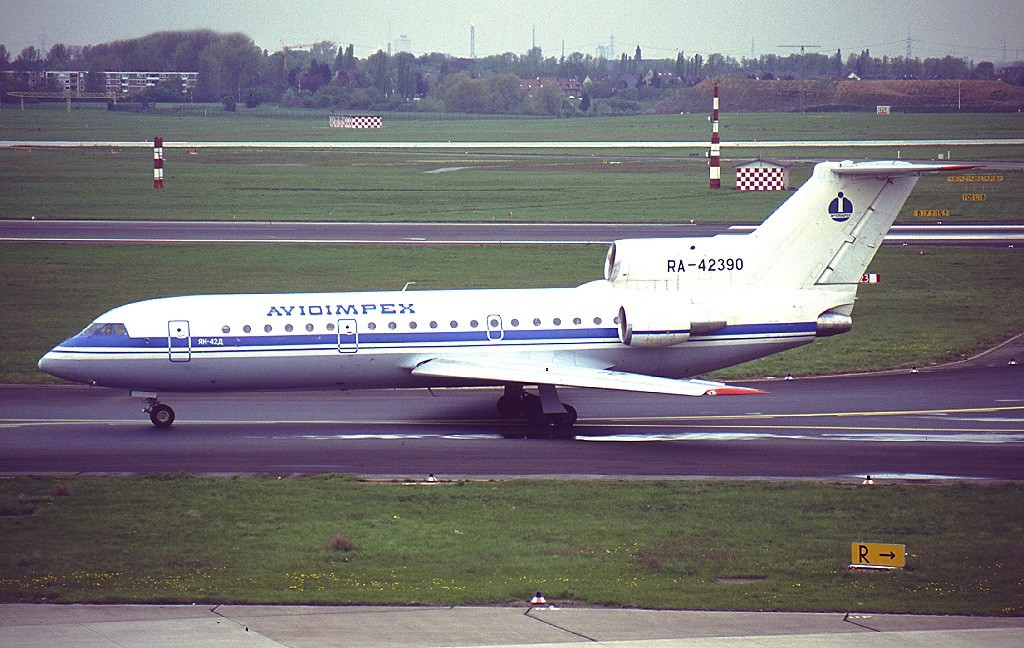
Die 1993 verunglückte Maschine

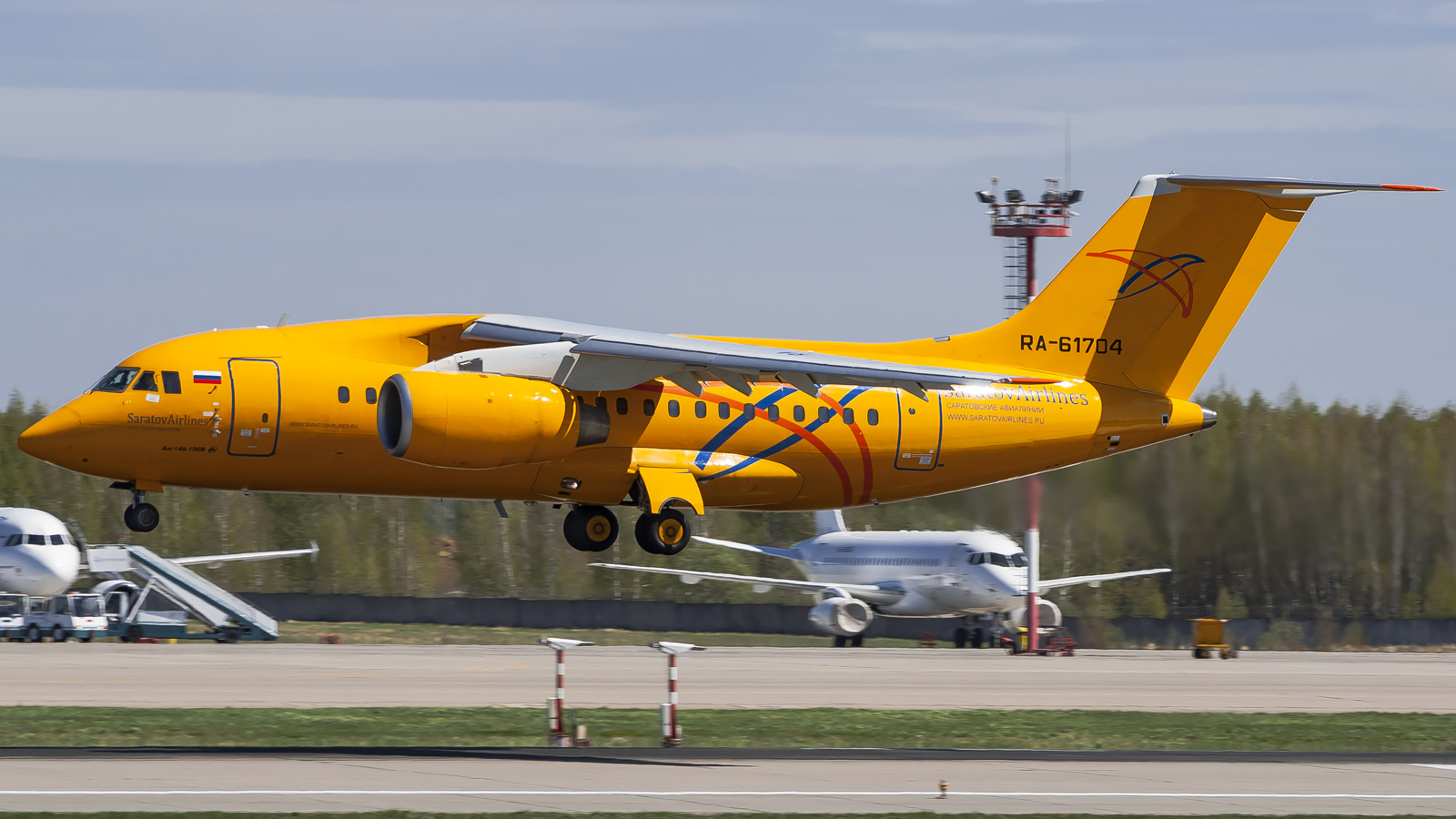
Die 2018 verunglückte Maschine

Von der Gründung der Fluggesellschaft bis zur Einstellung des Flugbetriebs im Jahr 2018 ereigneten sich zwei Flugunfälle, bei denen es insgesamt 187 Tote und keine Überlebenden gab:
- Am 20. November 1993 verunglückte eine für die mazedonische Gesellschaft Avioimpex betriebene Jakowlew Jak-42D (Luftfahrzeugkennzeichen RA-42390) unterwegs von Genf nach Skopje. An Bord der Jak-42D befanden sich 108 Passagiere und acht Besatzungsmitglieder. Aufgrund starken Schneefalls in Skopje wich die Besatzung nach Ohrid aus. Dort wurde das Flugzeug beim zweiten Landeversuch zwei Kilometer vor dem Flughafen in einen Berg geflogen. Ein Passagier überlebte zunächst den Zwischenfall und verstarb später im Krankenhaus, die übrigen Insassen verstarben bereits am Unfallort (siehe auch Avioimpex-Flug 110).[15]

- Am 11. Februar 2018 stürzte eine Antonow An-148 (RA-61704) sechs Minuten nach dem Start von Moskau-Domodedowo nach Orsk kurz vor der Stadt Woskressensk ab. An Bord befanden sich 65 Passagiere und 6 Besatzungsmitglieder. Alle Insassen kamen ums Leben. Ursache war das unterlassene Einschalten der Heizungen der Höhen- und Geschwindigkeitssensoren, woraufhin diese vereisten und es im Cockpit zu falschen Anzeigen kam (siehe Saratov-Airlines-Flug 703).[16][17][18]